# Ersephila grandipennis
Ersephila grandipennis är en fjärilsart som beskrevs av George Duryea Hulst 1896. Ersephila grandipennis ingår i släktet Ersephila och familjen mätare. Inga underarter finns listade i Catalogue of Life.